# Îlot du Marégraphe
L'îlot du Marégraphe (auparavant île du Marégraphe) est un îlot rocheux de l'archipel de Pointe-Géologie (terre Adélie), situé en mer Dumont-d'Urville (océan Austral) au large du continent antarctique.

## Description
Situé au débouché sud-ouest du chenal Pedersen, à 100 m au sud de l'île des Pétrels et à la même distance de la côte nord-ouest de l'île Alexis-Carrel, l'îlot du Marégraphe est un petit îlot rond de 50 m de diamètre et de 5 m d'altitude maximale.

## Histoire
L'îlot a été cartographié en 1951 lors d'un raid d'exploration mené par la 4e expédition antarctique française en terre Adélie depuis Port-Martin.
Son nom rappelle le lieu d'implantation d'un marégraphe mis en place  par Bertrand Imbert, second de l'expédition, dès son arrivée en Weasel dans l'archipel de Pointe-Géologie le 6 septembre 1951. Michel Barré, chef d'expédition, note ainsi le 20 septembre : «  Imbert nous quitte de temps en temps pour rendre visite au petit marégraphe à pression qui fonctionne près d'ici. Il a été installé dès l'arrivée des weasels [sic] et enregistre la marée avec régularité. Nous aurons un élément de comparaison entre la marée de Port-Martin et celle de Géologie. » L'appareil a été retiré vers le 23 septembre, date à laquelle le groupe d'exploration a quitté l'archipel. Lors de l'hivernage qui aura lieu l'année suivante à la base de Pointe-Géologie, un marégraphe sera réimplanté au même endroit pendant toute la durée de l'hivernage.
Une croix a été gravée en septembre 1951 au sommet de l'îlot : par sa
cote par rapport au niveau de la mer, elle fait office de repère fondamental pour les altitudes en Terre-Adélie.